# Gazeta Olkuska
Gazeta Olkuska – bezpłatny dwutygodnik informacyjno-reklamowy, drukowany w nakładzie 20 tys. egzemplarzy oraz kolportowany do domów, mieszkań i firm na terenie powiatu olkuskiego.
Pierwszy numer „Gazety Olkuskiej” został wydany 23 listopada 2020 roku. Na jej łamach prezentowane są m.in. bieżące informacje z ziemi olkuskiej, felietony historyczno-publicystyczne oraz wywiady z lokalnymi postaciami ze świata polityki, kultury czy sportu. W periodyku swoje artykuły regularnie publikuje również olkuskie koło Światowego Związku Żołnierzy Armii Krajowej.
W 2021 roku czasopismo objęło patronatem medialnym takie wydarzenia, jak: Juromania – Święto Jury Krakowsko-Częstochowskiej Olkusz, Rabsztyn 2021, 35. Rajd Pieszy Szlakami Walk Oddziału „Hardego”, miejskie uroczystości upamiętniające 77. rocznicę wybuchu Powstania Warszawskiego, Olkuskie Spacery Historyczne 2020/2021 czy konkurs plastyczno-literacki „Moja wizja Olkusza za 100 lat”.
Biuro magazynu mieści się przy ulicy Kluczewskiej 2/40 w Olkuszu. Redaktorem naczelnym „Gazety Olkuskiej” nieprzerwanie od jej powstania jest Mateusz Pabian, a na łamach dwutygodnika publikuje także m.in. historyk-regionalista Franciszek Rozmus. Periodyk regularnie zamieszcza ponadto treści na swojej stronie internetowej, stronie na portalu społecznościowym Facebook oraz kanale w serwisie YouTube.